# Vickers Vanox
El Vickers Vanox fue un bombardero biplano británico diseñado para suceder al Virginia en la Real Fuerza Aérea. Aunque se llevó a cabo un extenso desarrollo, no tuvo éxito y sólo se construyó un único avión.

## Diseño y desarrollo
Concebido como un biplano propulsado por el motor radial Bristol Jupiter, tendría un rendimiento mucho mejor que el Virginia con motores similares. Inicialmente una iniciativa privada, la presentación del diseño de Vickers al Ministerio del Aire coincidió con la emisión de la Especificación B.19/27 del mismo por un reemplazo del Virginia.
La Especificación B.19/27 significaba que el diseño de Vickers sería probado competitivamente en ensayos contra diseños de otros constructores. En el rediseño para cubrir la especificación, el proyecto B.19/27 tomó el timón completamente móvil del Virginia Mark X junto con un plano de cola también completamente móvil. Se presentaron tres diseños en total: dos biplanos, con motores Jupiter y Bristol Mercury con caja reductora respectivamente, y una versión monoplano. El diseño con motor Mercury, el Vickers Type 150, fue seleccionado por el Ministerio para su consideración y se inició su construcción, que ahora sería financiada por el mismo. A mitad de camino se acordó que se permitiría un motor alternativo, el Rolls-Royce F.XIV (más tarde desarrollado como Rolls-Royce Kestrel).
El avión voló por primera vez el 30 de noviembre de 1929. El avión era un biplano de dos vanos, de construcción totalmente metálica, con un plano de cola biplano y con los dos motores montados entre las alas.
Las pruebas y evaluaciones iniciales mostraron que el avión tenía un manejo deficiente, era inestable lateralmente, propenso al balanceo del holandés y a una flexión severa del fuselaje trasero. Tras un aterrizaje forzoso, fue reconstruido incorporando las recomendaciones realizadas en los informes de los pilotos de pruebas del Ministerio para intentar resolver estos problemas y fue equipado con motores Kestrel III. Luego Vickers le dio el nombre de Vanox.
Estos cambios no solucionaron los problemas de manejo del avión, y se redujo el aflechamiento de las alas, que sí los resolvió. Los motores Kestrel demostraron ser poco fiables y fueron reemplazados por motores radiales Bristol Pegasus más potentes. De esta forma, el avión fue designado Vickers Type 195 Vanox y se demostró que cumplía con los requisitos de la especificación.
Tras sufrir más modificaciones en febrero de 1933 para mejorar el rendimiento, con la incorporación de alas extendidas de tres vanos, pasó a denominarse Type 255. Sin embargo, en ese momento, los bombarderos competidores Handley Page Heyford y Fairey Hendon ya habían sido puestos en producción, por lo que el único Type 255 fue utilizado en trabajos de pruebas de reabastecimiento en vuelo por parte del Royal Aircraft Establishment, siendo volado por última vez el 7 de enero de 1938.

## Variantes
Type 150 Vanox
Prototipo inicial de bombardero bimotor con motores Bristol Mercury, uno construido.
Type 195 Vanox
El Type 150 modificado y con motores Bristol Pegasus, uno convertido.
Type 255 Vanox
El Type 195 modificado con nuevas alas, uno convertido.

## Operadores
Reino Unido
- Real Fuerza Aérea

## Especificaciones (Type 150)
Referencia datos: The British Bomber since 1914 

### Características generales
- Tripulación: Cuatro
- Longitud: 18,4 m (60,5 ft)
- Envergadura: 23,3 m (76,5 ft)
- Altura: 5,9 m (19,3 ft)
- Superficie alar: 127 m² (1367,1 ft²)
- Perfil alar: RAF 34[4]
- Peso vacío: 4733 kg (10 431,5 lb)
- Peso cargado: 6985 kg (15 394,9 lb) [5]
- Peso máximo al despegue: 7335 kg (16 166,3 lb)
- Planta motriz: 2× motor lineal V12 refrigerado por evaporación Rolls Royce F.XIV.
  - Potencia: 360 kW (496 HP; 490 CV) cada uno.
- Hélices: 1× bipala de madera de paso fijo por motor.

### Rendimiento
- Velocidad máxima operativa (Vno): 201 km/h (125 MPH; 109 kt) a 3400 m (11 000 pies)
- Alcance: 1480 km (799 nmi; 920 mi)
- Techo de vuelo: 7000 m (22 966 ft) [5]
- Tiempo a altitud: 19 min 45 s para 2000 m (6500 pies)

### Armamento
- Ametralladoras: 

  - 2x Lewis de 7,7 mm
- Bombas: Hasta 998 kg

## Aeronaves relacionadas

### Aeronaves similares
- Handley Page Heyford
- Fairey Hendon

### Secuencias de designación
- Secuencia Numérica (interna de Vickers): ← 147 - 148 - 149 - 150 - 151 - 153 - 155 -- 192 - 193 - 194 - 195 - 196 - 198 - 199 -- 216 - 217 - 220 - 225 - 227 - 230 - 231 -- 250 - 252 - 253 - 255 - 256 - 258 - 259 →